# Kamień runiczny Jarlabankego w Täby (U 164)

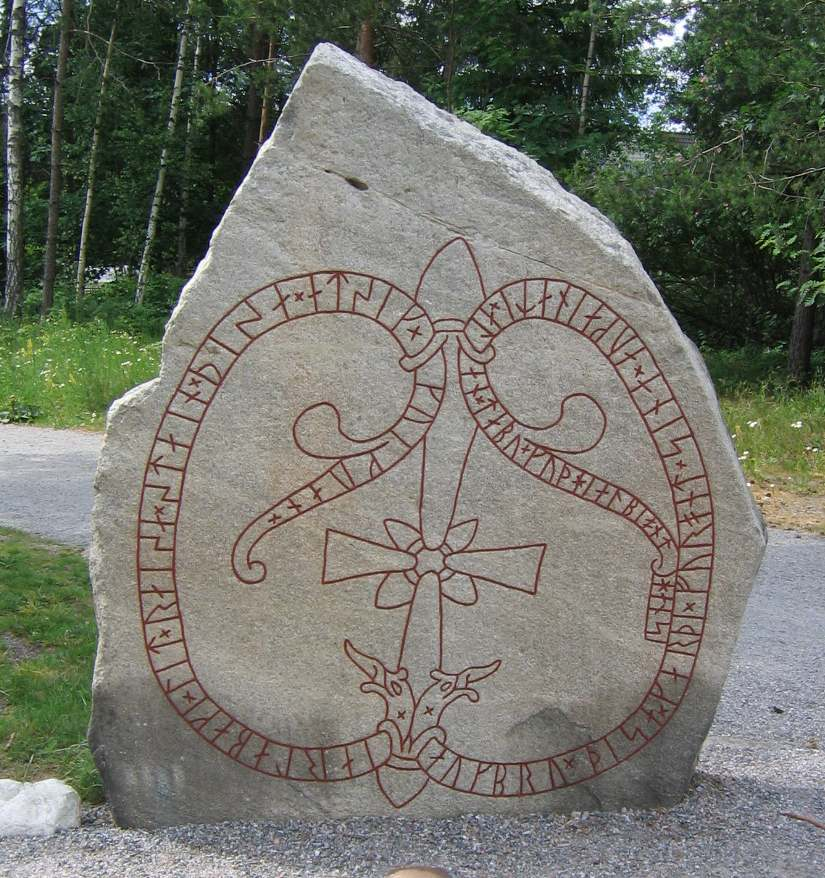
Zdjęcie kamienia

Kamień runiczny Jarlabankego – granitowy głaz jest jednym z dziesięciu kamieni Jarlabankego znajdujących się w okolicach Täby w południowo-wschodniej Upplandii. Wszystkie zostały wzniesione na początku XI w. na polecenie Jarlabankego, który chciał w ten sposób zaznaczyć swoje wpływy.
Kamień jest jednym z czterech tworzących tzw. most Jarlabankego. Około 1050 r. zlecił on zbudowanie mostu na południowych krańcach swoich ziem. Most miał długość 150 m oraz szerokość ponad 6 m i łączył miejscowości Täby i Vallentuna Dwa spośród kamieni z inskrypcjami runicznymi stały naprzeciwko siebie na północnym krańcu mostu, dwa pozostałe na południowym. Na wszystkich znalazły się podobne inskrypcje. Do dzisiaj zachowały się jedynie dwa z czterech kamieni runicznych, są to kamienie stojące na północnym krańcu. Dwa pozostałe zostały przeniesione w średniowieczu do kościoła Danderys i kościoła Fresta. Głaz o sygnaturze U 164 znajduje się po prawej stronie mostu i jest bliźniaczym kamieniem głazu o sygnaturze U 165, który stoi  naprzeciwko. Przyjmuje się, że kamień został wykonany przez mistrza runicznego o imieniu Fot. Podstawa kamienia w Täby ma wysokość 2,20 m oraz szerokość 1,67 m.
Rysunek na kamieniu przedstawia dwa węże splecione ogonami, przypominające kształtem przepołowione jabłko oraz chrześcijański krzyż. W węża znajdującego się po prawej stronie wpisane jest imię Jarlabankiego. Tekst inskrypcji rozpoczyna się przy głowie lewego węża. Koniec inskrypcji znajduje się w „doklejonej” części ogona prawego węża. Ostatnie znaki są także dużo mniejsze od pozostałych, co wskazuje na kolejność tworzenia inskrypcji oraz rzeźbienia ornamentów. Najpierw powstał rysunek, w który później wpisano tekst.
Treść inskrypcji:
Staroszwedzki: iarlabaki  lit  raisa  stain  þisa  atsik  kuikuan  aukbru  þisa  karþi  furont  sina  aukainati  alan  tabu  kuþhialbionthans
Współczesny szwedzki: Jarlabanke lät resa dessa stenar efter sig, medan han levde, och han gjorde denna bro för sin själ och ensam ägde han hela Täby. Gud hjälpe hans själ.
Polski: Jarlabanki kazał wznieść kamień ten dla siebie żyjącego (za życia) i most ten wykonać za duszę swoją i posiadał całe Täby. Bóg niech wspomoże duszę jego.